# Христианский мир

Процент христианского населения по странам (данные за 2014 год)

Христианский мир — исторически христианские страны — страны с христианским большинством, страны, в которых христианство доминирует или с которыми оно культурно или исторически тесно связано.
После распространения христианства из Леванта в Европу и Северную Африку во время ранней Римской империи христианский мир оказался разделён на восточное христианство и западное христианство (сформировавших католицизм и православие соответственно). Западное христианство, сообщество которого называлось западным, или латинским, христианским миром с центром в Риме; сообщество восточного христианства — восточный христианский мир — имело центром в Константинополе. В XI—XIII веках латинский христианский мир стал основой западного мира. История христианского мира насчитывает около 1700 лет.

## Терминология
Англосаксонский термин христианский мир (cristendom) читается уже в IX веке у писца из Южной Англии, возможно, состоявшегося при дворе короля Альфреда Великого из Уэссекса. Писец переводил книгу Павла Орозия «История против язычников» (около 416) и нуждался в термине для выражения концепции культуры, сформировавшейся вокруг Иисуса Христа.
Современное значение слова cristendom — «земли, где христианство является доминирующей религией» — появилось в позднем среднеанглийском языке (к 1400).
Канадский профессор теологии Дуглас Джон Холл отмечал в 1997 году, что «Christendom» буквально означает господство христианской религии. Томас Джон Карри, римско-католический епископ Лос-Анджелеса в 2001 году предложил определение христианского мира как «системы, восходящей к четвёртому веку, с помощью которой правительства поддерживали и продвигали христианство». Томас Джон Карри утверждает, что конец христианского мира наступил из-за того, что современные государства отказались «поддерживать учения, обычаи, идеалы и практику христианства». Британский церковный историк Диармейд МакКаллох определил в 2010 году христианский мир как совокупность государств, в которых присутствует «союз между христианством и светской властью».

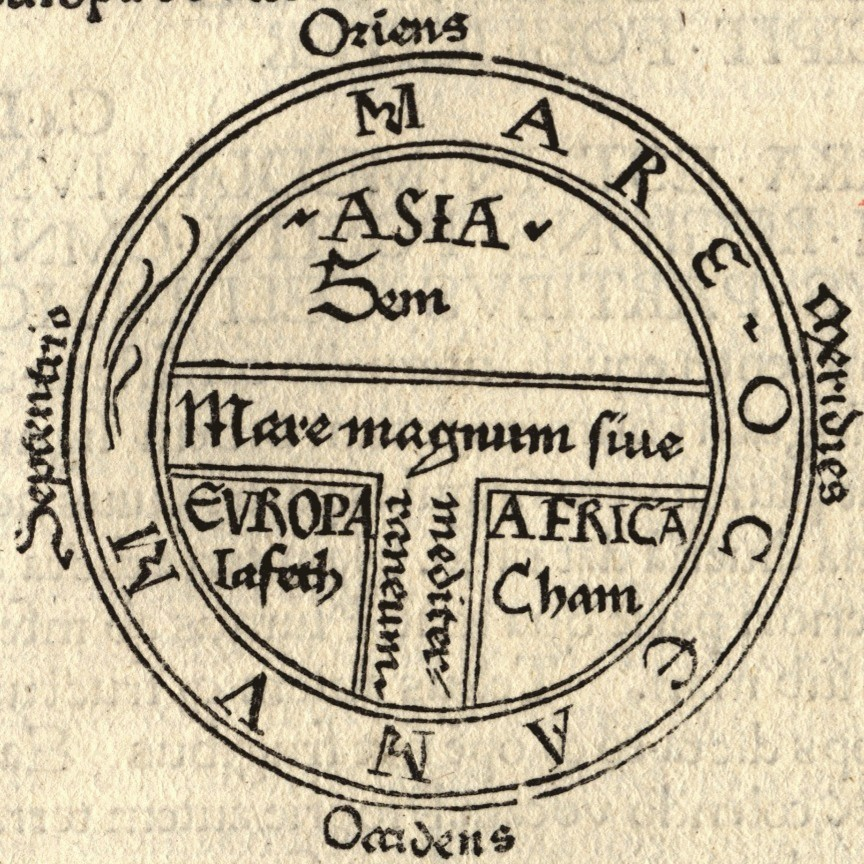
Orbis terrae — карта 1472 года, на которой известный тогда мир изображён в виде Т-образного креста, вписанного в окружность; на некоторых картах такого типа в центр карты (центр мира) помещались Иерусалим и Святая земля

Существуют прямое и переносное значения этого слова, переносное значение близко к значениям терминоу западный мир, известный мир или свободный мир. Понятия «Европа» и «западный мир» тесно связаны с понятием «христианство и христианский мир»; многие даже считают христианство связующим звеном, создавшим единую европейскую идентичность.